# Rotunde
En rotunde er en cylindrisk formet (eller blot med cirkulær grundplan) bygning ofte tildækket af en kuppel. Eksempler på rotunder er rundkirkerne og Pantheon i Rom. Københavns Politigård, opført af Københavns Kommune i årene 1919 til 1924, efter tegninger af bl.a professor Hack Kampmann og Aage Rafn, indeholder to rotunder. Disse bruges dagligt som trapper til bevægelse mellem etagerne.
Ordet rotunde kan også blot henvise til en sal eller et rum, der er cirkelformet. Men også en rund og åben plads, for eksempel en cirkulær plads omkranset med træer, en sådan plads kan også kaldes en krins, som på Kongens Nytorv.
- Wikimedia Commons har flere filer relateret til Rotunde

## Note
1. ↑  rotunde — ODS
2. ↑  krins — ODS

| Arkitektur | Spire Denne arkitekturartikel er en spire som bør udbygges. Du er velkommen til at hjælpe Wikipedia ved at udvide den. |